# Stumt vidne
Stumt vidne (en: Dumb Witness) er en krimi af forfatteren Agatha Christie. Den udkom i 1937 og blev oversat til dansk i 1961. Opklaringen foresås af Hercule Poirot og berettes af Arthur Hastings.

## Plot
Poirot modtager med to måneders forsinkelse et brev fra Emily Arundell fra Market Basing, en fiktiv landsby ved det fiktive St. Mary Mead , den fiktive Miss Marples hjemby.  Afsenderen er imidlertid død af et fald på trappen, og Poirot må krydsforhøre afdødes nærmeste familie, inden han kan udpege den skyldige. I sagen indgår kvindens hund, som er med til sagens opklaring og bliver overdraget til Hastings efter sagens afslutning. 

## Anmeldelser
Bogen er fra en periode med Christies mest kendte romaner, men den anses for andenrangs, bl.a. fordi plottet er ret simpelt, og det afgørende spor er ret gennemskueligt. 

## Bearbejdning
Stumt vidne indgår i den TV-serie Agatha Christie's Poirot med David Suchet i hovedrollen. 